# Большаков, Николай Филиппович
Никола́й Фили́ппович Большако́в (15 ноября 1938, Йошкар-Ола, Марийская АССР, РСФСР, СССР ― 5 июля 1999, Йошкар-Ола, Марий Эл, Россия) ― советский и российский актёр театра. Артист-кукловод, помощник режиссёра Республиканского театра кукол Марийской АССР / Республики Марий Эл (1979―1999). Народный артист Республики Марий Эл (1996). Заслуженный артист Марийской АССР (1989). Лауреат театральной премии имени Йывана Кырли.

## Биография
Родился 15 ноября 1938 года в г. Йошкар-Оле Марийской АССР.
В 1956 году закончил Марпосадскую техническую школу Чувашской АССР. В 1960―1967 годах ― мастер-краснодеревщик Йошкар-Олинской мебельной фабрики. Здесь активно участвовал в художественной самодеятельности. 
В 1967 году был назначен заведующим постановочной частью Народного ТЮЗа г. Йошкар-Олы. Затем стал директором Йошкар-Олинского городского Дома культуры и Заречного парка культуры и отдыха имени Ю. Гагарина.
В 1972 году окончил дирижёрское отделение Марийского республиканского культпросветучилища, получив специальность «Методист клубной работы».
В 1972―1979 годах ― машинист сцены, в 1979―1999 годах ― актёр, помощник режиссёра Республиканского театра кукол. Самостоятельно изготавливал декорации и кукол для спектаклей. Играл многие роли, в т. ч. был бессменным Дедом Морозом на новогодних мероприятиях для детей. 
В 1989 году он стал заслуженным артистом Марийской АССР, в 1996 году — народным артистом Республики Марий Эл. Является лауреатом театральной премии имени Йывана Кырли.
Скончался 5 июля 1999 года в Йошкар-Оле, похоронен там же.

## Основные роли
Список основных ролей актёра Н. Ф. Большакова:
- Папа Карло, кот Базилио («Золотой ключик», Е. Борисова)
- Инспектор чертей Сальфернус («Чёртова мельница», И. Шток)
- Крокодил Гена («Чебурашка», Э. Успенский, Р. Качанов)
- Царь («Конёк-горбунок», П. Ершов)
- Матрос-большевик («Нахалёнок», М. Шолохов)
- Клоун («Варшавский набат», В. Коростылёв)
- Брюхатый («Энергичные люди», В. Шукшин)

## Признание
- Народный артист Республики Марий Эл (1996)[1]
- Заслуженный артист Марийской АССР (1989)[1]
- Театральная премия имени Йывана Кырли